# 232-й штурмовой авиационный полк
232-й штурмовой авиационный ордена Суворова полк — авиационная воинская часть ВВС РККА штурмовой авиации в Великой Отечественной войне.

## Наименование полка
За весь период своего существования полк своего наименования не менял:
- 232-й скоростной бомбардировочный авиационный полк;
- 232-й штурмовой авиационный полк[1][2];
- 232-й штурмовой авиационный ордена Суворова полк[1];
- 232-й истребительно-бомбардировочный авиационный полк[1].

## История и боевой путь полка

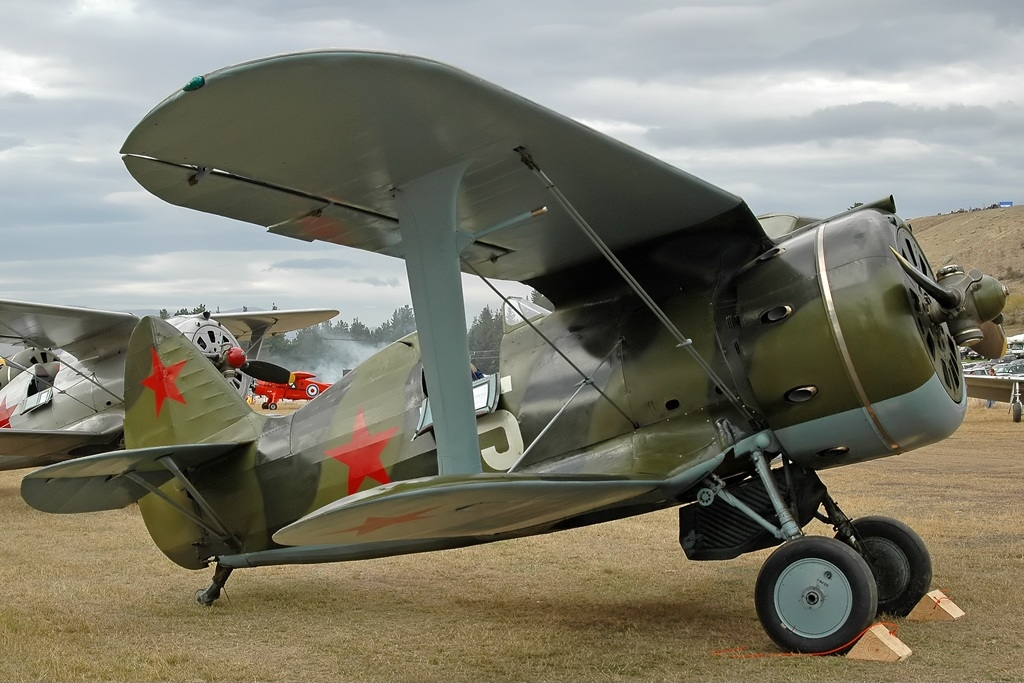
Самолет И-153 стоял на вооружении полка и использовался как штурмовик с первых дней войны.

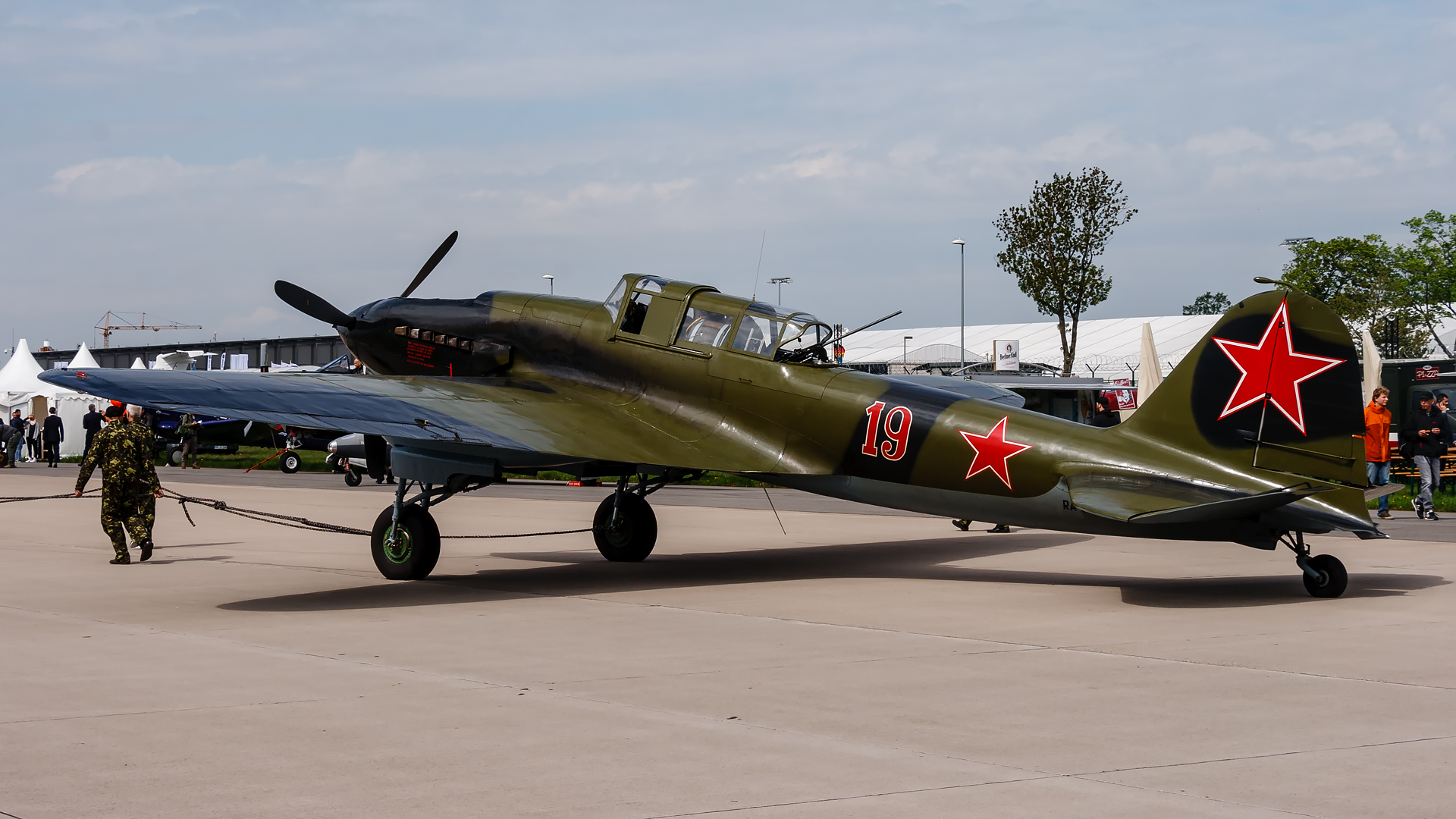
Конструкторы называли разработанный ими штурмовик Ил-2 «летающим танком», пилоты-истребители люфтваффе прозвали его «бетонным самолётом» (нем. Betonflugzeug), солдаты вермахта называли его «чумой» (нем. Schwarzer Tod, дословно: «чёрная смерть»). Штурмовик Ил-2 стоял на вооружении полка с 9 июня 1941 года.

Сформирован в октябре 1940 года как 232-й скоростной бомбардировочный авиационный полк на самоелтах СБ на аэродроме Кировоград в составе ВВС Одесского военного округа. Формирование закончил 20 ноября 1940 года и вошел в состав 45-й смешанной авиадивизии. С 1 апреля 1941 года полк перешел на новые штаты и получил на вооружение самолёт И-153 для использования в качестве штурмовика. С 9 июня 1941 года полк вновь начал переучивание на новый самолёт — Ил-2. В результате в первые дни войны полк имел в боевом составе СБ и И-153.
Начало войны полк встретил в составе 45-й смешанной авиадивизии, находясь на аэродроме в Кировограде и в Федоровке, имел на вооружении 20 самолётов СБ и И-153 (в том числе 3 неисправных). Рано утром 23 июня полк в составе 16 И-153 перелетел на аэродром Спартаковка под Одессой. Участвовал в боевых действиях на Южном фронте по 12 августа в составе 45-й смешанной авиадивизии. На 17 июля в составе полка имелось 14 исправных и один неисправный Ил-2. Всего на Южном фронте полк выполнил 891 боевой вылет, потерял 7 экипажей и 7 самолётов.
С 14 августа 1941 года полк переброшен для участия в боевых действиях на Юго-Западном фронте в составе 14-й смешанной авиадивизии в Харьковской операции на Юго-Западном фронте. Всего полк выполнил 260 боевых вылетов, потерял 4 экипажа и 3 самолёта.
С 15 ноября 1941 года полк переброшен на Западный фронт в состав 146-й смешанной авиадивизии для участия в битве за Москву. Полк выполнил 240 боевых вылетов, потерял 3 экипажа и 3 самолёта.
С 16 апреля 1942 года полк участвует в боях на Северо-Западном фронте в составе 6-й ударной авиагруппы Резерва Ставки ВГК. В ходе Демянской операции 1942 года основной задачей группы было прикрытие советских войск на поле боя, бомбардировка аэродромов противника. Полк выполнил 242 боевых вылетов, понеся значительные потери: 13 экипажей и 13 самолётов.
С 8 августа полк в составе 289-й штурмовой авиадивизии, которая сформирована в августе 1942 года и находилась в оперативном подчинении командующего Ставропольским военным округом, затем вошла в состав 8-й воздушной армии с подчинением в оперативном отношении командующему 28-й армии. До ноября 1942 года дивизия была отдельной и подчинялась Ставке ВГК, содействовала войскам 28-й армии по обороне устья р. Волга и г. Астрахань. В октябре месяце её части осуществляли прикрытие высадки кавалерийской группы в устье Волги около порта Оля.
В составе 8-й воздушной армии полк вместе с дивизией вел боевые действия на Сталинградском с 18 августа 1942 года, а с 1 января 1943 года — на Южном фронтах, участвуя в Сталинградской битве, Котельниковской, Северо-Кавказской и Ростовской наступательных операциях. Полк выполнил 1470 боевых вылетов, понеся значительные потери: 25 экипажей и 19 самолётов.
В период с 5 по 31 марта 1943 года в составе 289-й смешанной авиадивизии 10-го смешанного авиационного корпуса находился в Резерве Ставки ВГК. Затем дивизия вновь входила в состав 8-й воздушной армии Южного фронта.
С середины июля 1943 года полк с дивизией участвует в Миусской операции, разгроме таганрогской группировки противника, освобождении Донбасса и наступлении вплоть до р. Молочная. В октябре 1943 года принимает участие в прорыве обороны противника на р. Молочная и преследовании его до Днепра. В январе — феврале 1944 года полк в составе дивизии 7-го штурмового авиакорпуса 8-й воздушной армии 4-го Украинского фронта участвовал в ликвидации никопольского плацдарма противнка, содействуя войскам 3-й гвардейской армии в овладении городом Никополь и созданию плацдарма на правом берегу р. Днепр.

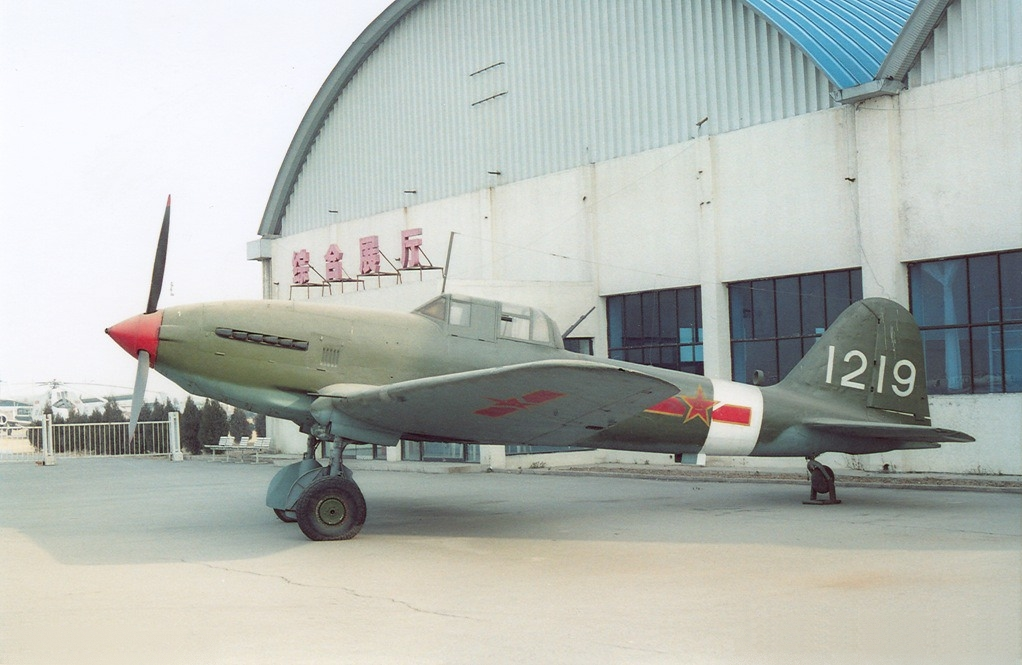
Штурмовик Ил-10 стоял на вооружении полка с конца 1945 года. На фотографии сохранившийся экземпляр самолёта в китайском музее авиации.

В апреле 1944 года участвовал в прорыве обороны противника на Перекопском перешейке и Сиваше, с 15 апреля по 10 мая содействовал наземным войскам в освобождении города Севастополь. В Крымской операции вел боевую работу, базируясь в Подовке, в Скворцовке, а с 14 апреля — на аэродромах Крыма Старый Кудияр, Люксембург и Карачакмак, с 19 апреля — Ашага-Джамин, Биюк-Токсаба, Октоберфельд и Темеш. Полк выполнил 713 боевых вылетов, понеся значительные потери: 26 экипажей и 22 самолёта.
В августе 1944 года в составе дивизии и 7-го штурмового авиакорпуса переброшен в 14-ю воздушную армию 3-го Прибалтийского фронта, где вел боевые действия на тартусском и рижском направлениях. Затем был переброшена на 1-й Прибалтийский фронт в состав 3-й воздушной армии, где до конца 1944 года вел бои на мемельском, тильзитском и либавском направлениях. На заключительном этапе войны содействовал войскам 1-го и 2-го Прибалтийского фронтов в разгроме курляндской группировки противника. За образцовое выполнение заданий командования в боях с немецкими захватчиками за овладение городом Клайпеда (Мемель) и проявленные при этом доблесть и мужество Указом Президиума Верховного Совета СССР от 5 апреля 1945 года полк награждён орденом «Суворова III степени».
Всего за войну полк выполнил 4901 боевой вылет, понеся значительные потери: 99 экипажей и 115 самолётов. При этом полк уничтожил 81 самолёт противника (47 на земле и 34 в воздухе), 280 танков, 134 орудия полевой и 133 зенитной артиллерии, 1 мост и 18 переправ, 93 вагона и 2920 автомашин, 62 бронемашины и 8 штабов, 6 железнодорожных эшелонов и 9000 солдат и офицеров.
В составе действующей армии полк находился с 22 июня по 14 октября и с 12 ноября 1941 года по 15 февраля 1942 года, с 16 апреля по 10 июня, с 18 августа 1942 года по 16 мая 1944 года, с 17 августа 1944 года по 16 апреля 1945 года.
До окончания войны полк в составе двизии и 7-го штурмового авиакорпуса находился в резерве Ставки ВГК. В сентябре 1945 года перебазировался на аэродром Дубно в Львовский военный округ в состав 14-й воздушной армии. В конце 1945 года полк получил новый самолёт Ил-10.
В 1949 году в связи с массовым переименованием 7-й штурмовой авиационный корпус переименован в 68-й штурмовой авиационный корпус, а 14-я воздушная армия в 57-ю воздушную армию. Новые переименования не коснулись ни дивизию, ни полка. В середине 1950-х годов полк получил на вооружение новый самолёт МиГ-15, который использовался в штурмовом варианте. С возникновением нового рода Фронтовой авиации — истребительно-бомбардировочной авиации, дивизия была передана в её состав, 29 апреля 1956 года поменяла свое наименование на 289-ю истребительно-бомбардировочную авиационную Никопольскую Краснознамённую дивизию, 68-й штурмовой авиакорпус расформирован в составе 57-й воздушной армии, а полк стал именоваться 232-й истребительно-бомбардировочный авиационный полк.
В мае 1957 года полк был расформирован, а дивизия взамен получила полки из состава расформировываемой 206-й истребительно-бомбардировочной авиационной дивизии.

## Командиры полка
- майор, подполковник Аввакумов Михаил Васильевич[4], 11.1940 — 10.1942
- подполковник Ткачев Петр Николаевич, 04.08.1943 — 05.1945
- подполковник Шапиро Айзик Владимирович, врио, 05.1945 -

## В составе соединений и объединений
| Дата          | Фронт (округ)                                | Армия                         | Корпус                            | Дивизия                             | Примечания |
| ------------- | -------------------------------------------- | ----------------------------- | --------------------------------- | ----------------------------------- | ---------- |
| 01.10.1940 г. | Одесский военный округ                       | ВВС Одесского военного округа |                                   | 45-я смешанная авиационная дивизия  |            |
| 22.06.1941 г. |                                              | 9-я отдельная армия           | ВВС 9-й армии                     | 45-я смешанная авиационная дивизия  |            |
| 25.06.1941 г. | Южный фронт                                  | ВВС Южного фронта             | ВВС 9-й армии                     | 45-я смешанная авиационная дивизия  |            |
| 12.08.1941 г. | Юго-Западный фронт                           | ВВС Юго-Западного фронта      |                                   | 14-я смешанная авиационная дивизия  |            |
| 15.11.1941 г. | Западный фронт                               | ВВС Западного фронта          |                                   | 146-я смешанная авиационная дивизия |            |
| 16.04.1942 г. | Северо-Западный фронт                        | ВВС Северо-Западного фронта   | Ударные авиагруппы СВГК           | 6-я ударная группа СВГК             |            |
| 04.08.1942 г. | Резерв ВГК                                   |                               |                                   | 289-я штурмовая авиационная дивизия |            |
| 18.08.1942 г. | Юго-Восточный фронт                          | ВВС фронта                    | -                                 | 289-я штурмовая авиационная дивизия |            |
| 15.09.1942 г. | Юго-Восточный фронт                          | 8-я воздушная армия           | -                                 | 289-я штурмовая авиационная дивизия |            |
| 30.09.1942 г. | Сталинградский фронт                         | 8-я воздушная армия           | -                                 | 289-я штурмовая авиационная дивизия |            |
| 31.12.1942 г. | Южный фронт                                  | 8-я воздушная армия           | -                                 | 289-я штурмовая авиационная дивизия |            |
| 31.03.1943 г. | Южный фронт                                  | 8-я воздушная армия           | 10-й смешанный авиационный корпус | 289-я штурмовая авиационная дивизия |            |
| 21.07.1943 г. | Южный фронт                                  | 8-я воздушная армия           | 7-й штурмовой авиационный корпус  | 289-я штурмовая авиационная дивизия |            |
| 20.10.1943 г. | 4-й Украинский фронт                         | 8-я воздушная армия           | 7-й штурмовой авиационный корпус  | 289-я штурмовая авиационная дивизия |            |
| 16.05.1944 г. | Резерв ВГК                                   | -                             | 7-й штурмовой авиационный корпус  | 289-я штурмовая авиационная дивизия |            |
| 01.06.1944 г. | Харьковский военный округ                    | ВВС округа                    | 7-й штурмовой авиационный корпус  | 289-я штурмовая авиационная дивизия |            |
| 17.08.1944 г. | 3-й Прибалтийский фронт                      | 14-я воздушная армия          | 7-й штурмовой авиационный корпус  | 289-я штурмовая авиационная дивизия |            |
| 17.10.1944 г. | 1-й Прибалтийский фронт                      | 3-я воздушная армия           | 7-й штурмовой авиационный корпус  | 289-я штурмовая авиационная дивизия |            |
| 01.02.1945 г. | 2-й Прибалтийский фронт                      | 15-я воздушная армия          | 7-й штурмовой авиационный корпус  | 289-я штурмовая авиационная дивизия |            |
| 01.04.1945 г. | Ленинградский фронт Курляндская группа войск | 15-я воздушная армия          | 7-й штурмовой авиационный корпус  | 289-я штурмовая авиационная дивизия |            |
| 16.04.1945 г. | Резерв ВГК                                   | -                             | 7-й штурмовой авиационный корпус  | 289-я штурмовая авиационная дивизия |            |
| 09.05.1945 г. | Резерв ВГК                                   | -                             | 7-й штурмовой авиационный корпус  | 289-я штурмовая авиационная дивизия |            |
| 01.10.1945 г. | Прикарпатский военный округ                  | 14-я воздушная армия          | 7-й штурмовой авиационный корпус  | 289-я штурмовая авиационная дивизия |            |
| 20.02.1949 г. | Прикарпатский военный округ                  | 57-я воздушная армия          | 68-й штурмовой авиационный корпус | 289-я штурмовая авиационная дивизия |            |
| 01.04.1956 г. | Прикарпатский военный округ                  | 57-я воздушная армия          | -                                 | 289-я штурмовая авиационная дивизия |            |

## Участие в операциях и битвах

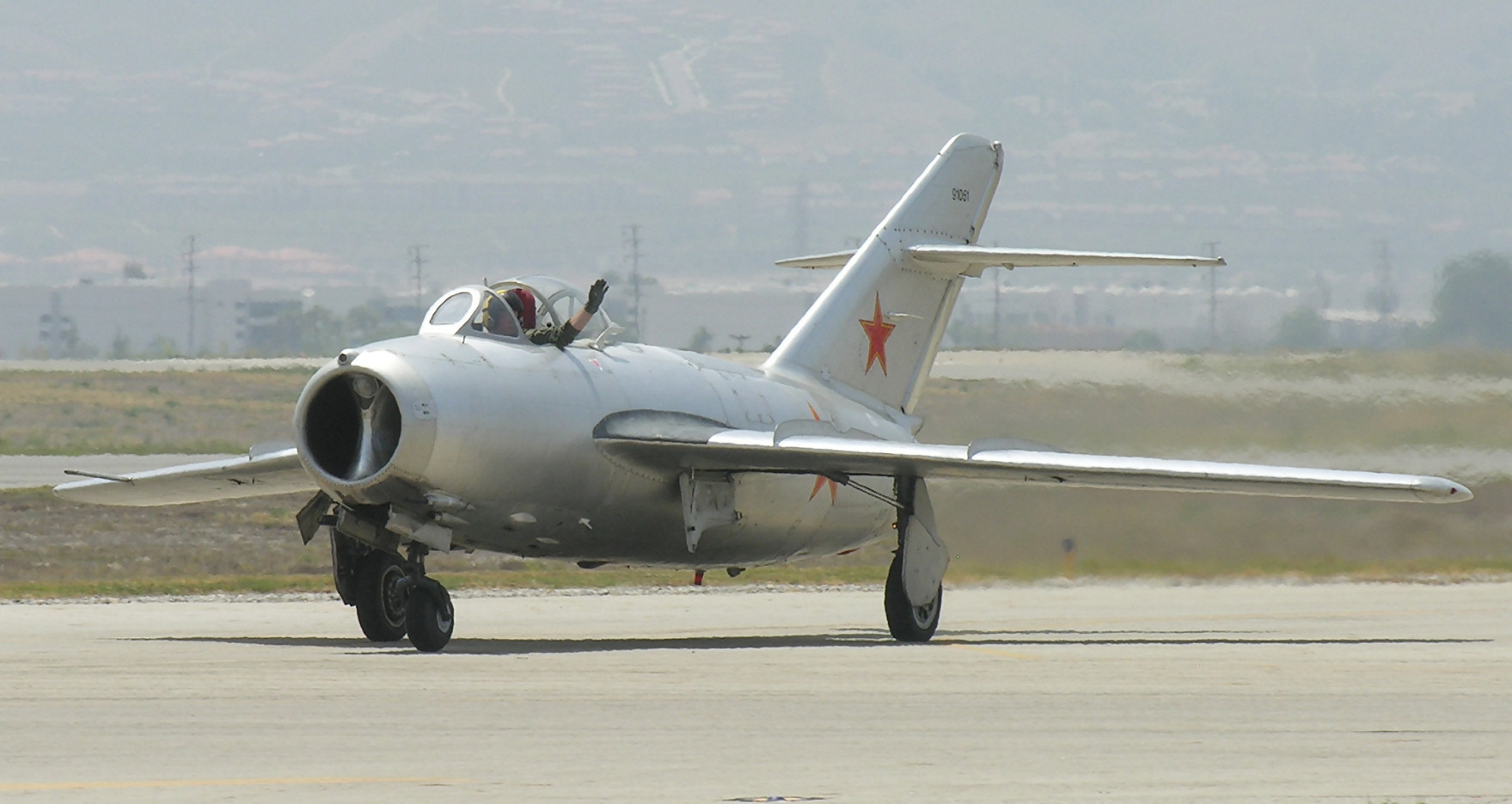
Новый МиГ-15 полк получил в начале 1950-х годов и использовал их по наземным и воздушным целям, как истребитель-бомбардировщик, положив начало новому рода авиации — истребительно-бомбардировочной авиации.

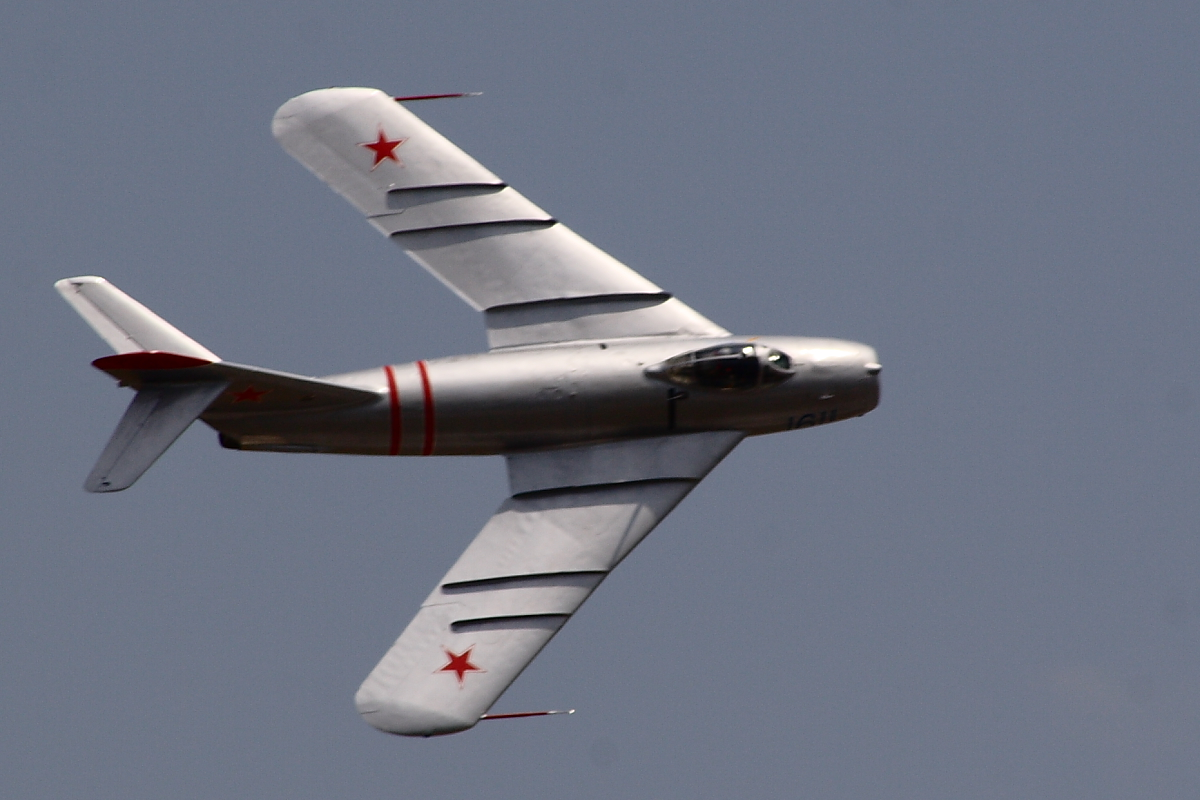
Дальнейшее оснащение истребительно-бомбардировочной авиации шло самолётами МиГ-17, которые полк получил в середине 1950-х годов.

- Приграничные сражения в Молдавии — с 22 июня по 12 августа 1941 года.
- Тираспольско-Мелитопольская операция — с 27 июля по 12 августа 1941 года.
- Уманская операция — с 16 июля 1941 года по 7 августа 1941 года.
- Харьковская операция (1941) — с 1 по 29 октября 1941 года.
- Битва за Москву:
  - Клинско-Солнечногорская оборонительная операция — с 15 ноября 1941 года по 5 декабря 1941 года.
  - Клинско-Солнечногорская наступательная операция — с 6 декабря 1941 года по 25 декабря 1941 года.
- Битва за Ленинград:
  - Демянская операция (1942) — с 16 апреля по 7 июня 1942 года.
- Сталинградская битва:
  - Сталинградская оборонительная операция — с 17 июля 1942 года по 18 ноября 1942 года.
  - Сталинградская наступательная операция — с 19 ноября 1942 года по 2 февраля 1943 года.
  - Котельниковская операция — с 12 декабря 1942 года по 30 декабря 1942 года.
- Битва за Кавказ:
  - Ростовская операция — с 1 января 1943 года по 18 февраля 1943 года.
  - Миусская операция с 21 июля 1943 года по 2 августа 1943 года.
- Донбасская операция с 13 августа 1943 года по 22 сентября 1943 года.
- Никопольская операция[9] с 26 сентября 1943 года по 5 ноября 1943 года.
- Никопольско-Криворожская операция с 30 января 1944 года по 29 февраля 1944 года.
- Крымская операция[9] с 8 апреля 1944 года по 12 мая 1944 года.
- Тартуская операция с 17 августа 1944 года по 6 сентября 1944 года.
- Прибалтийская операция с 14 сентября 1944 года по 24 ноября 1944 года.
- Рижская операция с 8 октября 1944 года по 22 октября 1944 года.

## Награды
- 232-й штурмовой авиационный полк за образцовое выполнение заданий командования в боях с немецкими захватчиками за овладение городом Клайпеда (Мемель) и проявленные при этом доблесть и мужество Указом Президиума Верховного Совета СССР от 5 апреля 1945 года награждён орденом «Суворова III степени»[7].

## Благодарности Верховного Главнокомандующего
Воины полка особо отмечены Благодарностью Верховного Главнокомандующего:
- За прорыв обороны противника северо-западнее и юго-западнее города Шауляй (Шавли) и овладении важными опорными пунктами обороны немцев Телыпай, Плунгяны, Мажейкяй, Тришкяй, Тиркшляй, Седа, Ворни, Кельмы, а также овладении более 2000 других населенных пунктов[10].

В составе 7-го штурмового авиакорпуса воинам полка объявлены Благодарности Верховного Главнокомандующего:
- За прорыв сильно укрепленной обороны немцев на их плацдарме южнее города Никополь на левом берегу Днепра, ликвидации оперативно важного плацдарма немцев на левом берегу Днепра и овладении районным центром Запорожской области — городом Каменка, а также занятием более 40 других населенных пунктов[11].
- За отличие в боях при прорыве сильно укрепленной обороны противника на Перекопском перешейке, овладении городом Армянск, выход к Ишуньским позициям, форсировании Сиваша восточнее города Армянск, прорыве глубоко эшелонированной обороны противника в озерных дефиле на южном побережье Сиваша и овладении важнейшим железнодорожным узлом Крыма — Джанкоем[12].
- За отличие в боях при овладении штурмом крепостью и важнейшей военно-морской базой на Чёрном море городом Севастополь[13].
- За отличие в боях при овладении штурмом городом и крупным узлом коммуникаций Тарту (Юрьев-Дерпт) — важным опорным пунктом обороны немцев, прикрывающим пути к центральным районам Эстонии[14].
- За отличие в боях при овладении городом и крупным железнодорожным узлом Валга — мощным опорным пунктом обороны немцев в южной части Эстонии[15].

## Отличившиеся воины
- Колесников Александр Никифорович, командир эскадрильи 232-го штурмового авиационного полка 289-я штурмовая авиационная дивизия 8-я воздушная армия Указом Президиума Верховного Совета СССР 02 августа 1944 года удостоен звания Герой Советского Союза. Золотая Звезда № 4163
- Пискунов Василий Григорьевич, старший лейтенант, командир эскадрильи 232-го штурмового авиационного полка 289-й штурмовой авиационной дивизии 7-го штурмового авиационного корпуса 8-й воздушной армии Указом Президиума Верховного Совета СССР 13 апреля 1944 года удостоен звания Герой Советского Союза. Золотая Звезда № 1283.
- Хиталишвили Захар Соломонович, капитан, командир эскадрильи 232-го штурмового авиационного полка 289-й штурмовой авиационной дивизии 7-го штурмового авиационного корпуса 8-й воздушной армии командир эскадрильи 232-го штурмового авиационного полка, Указом Президиума Верховного Совета СССР 13 апреля 1944 года удостоен звания Герой Советского Союза. Золотая Звезда № 1314.
- Чернов Георгий Герасимович, капитан, штурман 232-го штурмового авиационного полка 289-й штурмовой авиационной дивизии 7-го штурмового авиационного корпуса 8-й воздушной армии Указом Президиума Верховного Совета СССР 13 апреля 1944 года 2 августа 1944 года удостоен звания Герой Советского Союза. Золотая Звезда № 1315

## Лётчики, совершившие огненный таран
- командир экипажа лётчик младший лейтенант Прудников Александр Дмитриевич	22 ноября 1942 года совершил огненный таран. Награды не удостоен.
- экипаж в составе: командир экипажа старший лётчик младший лейтенант Боровков Дмитрий Васильевич и воздушный стрелок сержант Майновский Сергей Васильевич 9 апреля 1944 года совершили огненный таран. Лётчик младший лейтенант Боровков Д. В. и воздушный стрелок Майновский С. В. награждены 12 мая 1944 года орденами Отечественной войны I степени.